# Ördögcsapda
Az Ördögcsapda (eredeti angol címén Armageddon in Retrospect) Kurt Vonnegut háborúról és békéről szóló elbeszéléseinek gyűjteménye. A könyv Vonnegut első halála után publikált könyve, mely korábban meg nem jelentetett írásokat tartalmaz. A gyűjtemény 11 elbeszélés mellett tartalmazza a szerző utolsó beszédét és a hadifogságból való kiszabadulás után a családjának írt egyik levelét, melyben összefoglalja élményeit. A szerző más könyveihez hasonlóan itt is kézi rajzok és idézetek választják el az egyes elbeszéléseket.

## Tartalom
- Vonnegut beszéde Clowes Hallnál, Indianapolisban 2007 áprilisában
- Wailing Shall Be in All Streets
- Great Day
- Guns Before Butter
- Happy Birthday, 1951
- Brighten Up
- The Unicorn Trip
- Unknown Soldier
- Spoils
- Just You and Me, Sammy
- A parancsnok asztala
- Ördögcsapda

## Kiadásai
- Vonnegut, Kurt. Armageddon in Retrospect. New York: G. P. Putnam's Sons (2008). ISBN 978-0-399-15508-6

### Magyarul
- Ördögcsapda. Új és kiadatlan irományok háborúról és békéről. A fekete humor mesterének utolsó könyve; ford. Szántó György Tibor; Maecenas, Bp., 2009  helytelen ISBN kód: 9632032009

## Fordítás
- Ez a szócikk részben vagy egészben  az   Armageddon in Retrospect című az Wikipédia-szócikk ezen változatának fordításán alapul.  Az eredeti cikk szerkesztőit annak laptörténete sorolja fel. Ez a jelzés csupán a megfogalmazás eredetét és a szerzői jogokat jelzi, nem szolgál a cikkben szereplő információk forrásmegjelöléseként.